# Kunstgewerbemuseum Isfahan
Das Kunstgewerbemuseum Isfahan (persisch موزه هنرهای تزئینی اصفهان, muzɛ jɛ honæɾhɑ jɛ tæzini jɛ ɛsfɑhɑn) wurde 1995 gegründet. Mehr als 3000 Kunstwerke aus der Safawiden- und Kadscharen-Ära werden hier aufbewahrt. Das Museumsgebäude stammt aus der Ära Abbas I. Während dessen und seiner Nachfolger Zeit, wurde das Gebäude als Stall des Tschehel-Sotun-Palastes verwendet und Ausrüstungen für Pferde in ihm gelagert. Ein mehrstöckiger Turm aus der Kadscharen-Dynastie befindet sich gleich neben dem Museum. Zunächst wurde er als Wachturm genutzt, später in ein Gefängnis umgewandelt. Der Turm weist keinerlei Dekorationen auf, gilt aber als bemerkenswertes Relikt safawidischer Architektur.